# الأحلام الذهبية
الأحلام الذهبية (باليابانية: 太陽の子エステバン، بالروماجي: Taiyō no ko Esuteban "إستيبان الفتى من الشمس") (بالفرنسية: Les Mystérieuses Cités d'Or "مدن الذهب الغامضة")‏ هو مسلسل رسوم متحركة أنتج في عام 1982 م من عمل إستديو بايرّوت الياباني بإنتاج فرنسي ياباني مشترك. ظهر المسلسل لأول مرة في فرنسا ثم في بريطانيا على قناة بي بي سي الأطفال ثم بعد ذلك ببضع بسنوات في الولايات المتحدة الأمريكية على قناة نيكولوديون ثم أستراليا على قناة آى بي سي العامة ثم عرض بعد ذلك على القنوات العربية
ظهرت مطلع التسعينات دبلجة عربية للسلسلة بعنوان «الأحلام الذهبية» استنادا على النسخة الفرنسية، من إنتاج أستوديو جوزيف سمعان في سوريا.
يتكون المسلسل من 39 حلقة مدة كل منها نصف ساعة -كما هو المعتاد في مثل هذه البرامج- تروي قصة واحدة متواصلة. كانت كل حلقة تنتهي بمشهد وثائقي قصير يعرض معلومات بشكل مختصر عن مواضيع ذات علاقة بتلك الحلقة.

## قصة المسلسل
في بداية كل حلقة من المسلسل في نسخته الإنجليزية، يتم سرد هذا الملخص للقصة.
«في القرن السادس عشر.أبحرت العديد من السفن مِن جميع أنحاء أوروبا غرباً لإستكشاف العالم الجديد، الأمريكتين. الرجال متلهفون للبحث عن الكنوز، لإيجاد مغامرات الجديدةِ في الأراضي الجديدة. يشتاقون للبحار المجهولة المتقاطعة ويُكتشفوا بلدانَ مجهولةَ، لإيجاد سر الذهب على أعلى قمة جبال في الأنديز. يَحلمون، يتبعون طريقِ شروق الشمس الذي يُؤدّي إلى ألإدرادو والمُدن الغامضة مِنْ الذهب.»

## الممثلون
- سناء حامد
- حسام الصباح
- إسماعيل نعنوع
- عمر الشماع
- خالد السيد
- رلى يروش
- رلى موفق
- فاتن دحبورة
- عفيفة فاعور
- رندة حامد
- جمال حمدان

## طاقم العمل

### النسخة العربية
- الترجمة: رلى موفق، ميرنا عنبتاوي (مدرجة باسم ميرنا عنتباوي)، لينا عالية، فؤاد سليمان، سامية سليمان
- دوبلاج ومونتاج: أسامة فايز، محسن عواضة
- الهندسة الصوتية: فؤاد سليمان، أمين اللاتي
- الاشراف الفني والتقني: سمير درويش

## وصلات خارجية
- الأحلام الذهبية على موقع IMDb (الإنجليزية)
- الأحلام الذهبية على موقع كينوبويسك (الروسية)
- الأحلام الذهبية على موقع ألو سيني (الفرنسية)
- الأحلام الذهبية على موقع قاعدة بيانات الفيلم (الإنجليزية)
- الأحلام الذهبية على موقع ANN anime (الإنجليزية)

- (بالإنجليزية) صفحة المسلسل من الشركة المنتجة
- (بالفرنسية) موقع عن المسلسل
- (بالفرنسية) موقع عن المسلسل